# Колалто (Изернија)
Колалто је насеље у Италији у округу Изернија, региону Молизе.
Према процени из 2011. у насељу је живело 60 становника. Насеље се налази на надморској висини од 643 м.